# Weißer Turm (metropolitana di Norimberga)
La stazione di Weißer Turm è una stazione della metropolitana di Norimberga, servita dalla linea U1. Prende il nome dalla Weißer Turm (letteralmente: “torre bianca”), un'antica torre delle mura cittadine.

## Storia
La stazione di Weißer Turm venne attivata il 28 gennaio 1978, come capolinea provvisorio della tratta da Aufseßplatz; rimase capolinea fino al 20 settembre 1980, quando venne attivata la tratta seguente fino alla stazione di Bärenschanze.